# Pegoscapus gemellus
Pegoscapus gemellus is een vliesvleugelig insect uit de familie vijgenwespen (Agaonidae). De wetenschappelijke naam is voor het eerst geldig gepubliceerd in 1995 door Wiebes.